# Ingeborg Fialová
Ingeborg Fialová-Fürst, též Ingeborg Fiala-Fürst (* 17. listopadu 1961, Frýdek-Místek) je česká germanistka, věnující se především expresionismu, pražské a moravské německy psané literatuře a německému romantismu.

## Životopis
Ingeborg Fialová vystudovala germanistiku a bohemistiku na Univerzitě Palackého (1986). V roce 1987 emigrovala do Spolkové republiky Německo, kde pracovala jako odborná asistentka na Sárské univerzitě v Saarbrückenu a hostující docentka na univerzitě v Klagenfurtu. Po sametové revoluci se v roce 1992 vrátila zpět na Univerzitu Palackého. Zde pak promovala (1994), habilitovala se (1998) a byla jmenována profesorkou (2003).
V roce 1997 spolu s Lucy Topoľskou a Ludvíkem Václavkem na FF UP založila Arbeitsstelle für deutschmährische Literatur. V roce 2004 založila Katedru judaistických studií. Mezi léty 1997–2011 vedla Katedru germanistiky.
V roce 2018 byla zvolena do Rakouské akademie věd.
Roku 2022 vydala se svou matkou, rovněž absolventkou UPOL, knihu vzpomínek Semper sint in flore.

## Veřejné působení
Ingeborg Fialová často vystupuje v médiích, kde kritizuje klesající znalost němčiny a klesající zájem studentů o tento jazyk. Němčinu považuje za důležitou pro pochopení dějin a kultury českých zemí.

## Dílo (výběr)
- Expresionismus: několik kapitol o německém, rakouském a pražském německém literárním expresionismu. Olomouc: Votobia, 2000. 366 s. ISBN 80-7198-456-6.
- Kurze Geschichte der deutschmährischen Literatur. 1. Aufl. Olomouc: Univerzita Palackého v Olomouci, 2011. 112 s. Beiträge zur deutschmährischen Literatur; Bd. 18. Učebnice. ISBN 978-80-244-2851-2.
- Dějiny německé židovské literatury do roku 1914. 1. vyd. V Olomouci: Univerzita Palackého, 2013. 127 s. Učebnice. ISBN 978-80-244-3470-4.